# Rheinbahn (Baden)
Ne pas confondre avec Rheintalbahn, la ligne Mannheim - Karlsruhe - Bâle via Heidelberg.
La ligne Mannheim – Karlsruhe - Rastatt, également appelée Rheinbahn, est une ligne de chemin de fer située en Allemagne et reliant Mannheim, Hockenheim, Karlsruhe et Rastatt.

## Histoire
L'extrémité sud de la ligne faisait partie de la transversale reliant Saverne à Rastatt.

## Les villes traversées
- Mannheim Hbf
- Karlsruhe Hbf